# Bagrichthys majusculus
Bagrichthys majusculus е вид лъчеперка от семейство Bagridae.

## Разпространение
Видът е разпространен във Виетнам, Камбоджа, Лаос и Тайланд.